# Valjala kommun
Valjala kommun (estniska: Valjala vald, tyska: Wolde) var en tidigare landskommun i landskapet Saaremaa (Ösel) i Estland. Kommunen uppgick den 23 oktober 2017 i den då nybildade Ösels kommun som omfattar alla öns tidigare kommuner.
Kommunen var belägen i sydöstra delen av Ösel med kust mot Rigabukten. Valjala kommun hade 1 412 invånare 2012, varav 479 bodde i centralorten och småköpingen (estniska: alevik) Valjala. Till kommunen hörde även 32 mindre byar.

## Orter

### Småköping
- Valjala (479 invånare, 2012)

### Byar
- Ariste
- Jursi
- Jõelepa
- Jööri
- Kalju
- Kallemäe
- Kalli
- Kogula
- Koksi
- Kuiste
- Kungla
- Kõnnu
- Kõriska
- Lööne
- Männiku
- Nurme
- Oessaare
- Põlluküla
- Rahu
- Rannaküla
- Röösa
- Sakla
- Siiksaare
- Turja
- Tõnija
- Undimäe
- Vanalõve
- Veeriku
- Vilidu
- Võrsna
- Väkra
- Väljaküla

## Historia
Sankt Martinskyrkan i Valjala är Estlands äldsta kyrka, grundlagd i närheten av fornborgen i Valjala omkring 1227 efter Svärdsriddarordens erövring av Ösel. Denna händelse omnämns i Henrik av Lettlands krönika.